# A9 (автомагистраль, Хорватия)
A9 (хорв. Autocesta A9), также B9 — шоссе в Хорватии. Длина шоссе составляет 76,8 км. Шоссе находится на полуострове Истрия и проходит от развязки возле границы со Словенией и съезда на Умаг через развязку Канфанар, где от неё отходит шоссе A8, до города Пула на южной оконечности Истрии.
В настоящее время обозначается на картах, и как B9 и как A9. Двойное обозначение связано с тем, что до окончания работ по перестройке шоссе в полноценную автомагистраль шоссе называлось B9, ныне, после завершения этих работ шоссе получило имя A9 и влилось в единую сеть хорватских автобанов.
Шоссе A9 на территории Хорватии — часть европейского маршрута E751. A9 кроме того, представляет собой левую ветку и ножку так называемого «Истрийского Y» (Istarski Ipsilon), шоссейной сети Истрии, названной так за внешнее сходство с латинской буквой. Правую ветку Y составляет шоссе A8.

## Описание

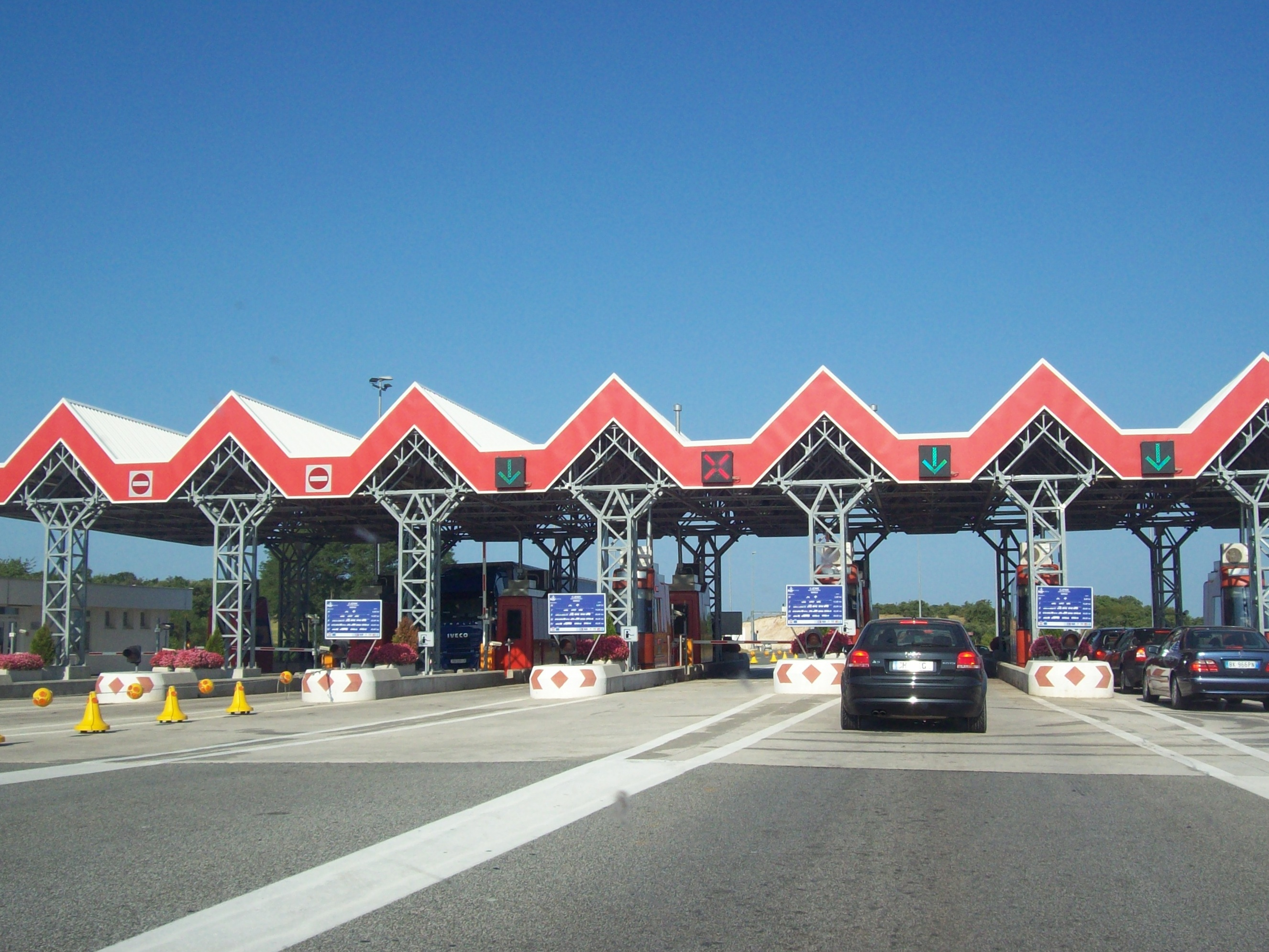
Пункт оплаты моста над Мирной

По состоянию на 2011 год шоссе A9 на большей части своей протяжённости от съезда на Умаг до Пулы перестроено в автомагистраль с двумя полосами в каждом направлении, небольшой начальный участок на северной оконечности трассы состоит из одной полосы в каждом направлении.
Участок шоссе от северной оконечности до Канфанара бесплатен на всём протяжении, за исключением моста над Мирной. Участок Канфанар — Пула платный. После окончания работ планируется введение единой системы оплаты на всём протяжении шоссе. Оператором трасс A8 и A9 является акционерная компания BINA Istra, которой по соглашению с правительством Хорватии передано управление сроком на 32 года.
Шоссе имеет важное значение для транспортного сообщения с городами Истрии, в особенности для доступа к важным в туристическом отношении городов западного побережья Истрии (Пореч, Ровинь, Пула).
Всего на дороге на 2010 год 9 развязок и 8 зон отдыха.

## Инженерные конструкции

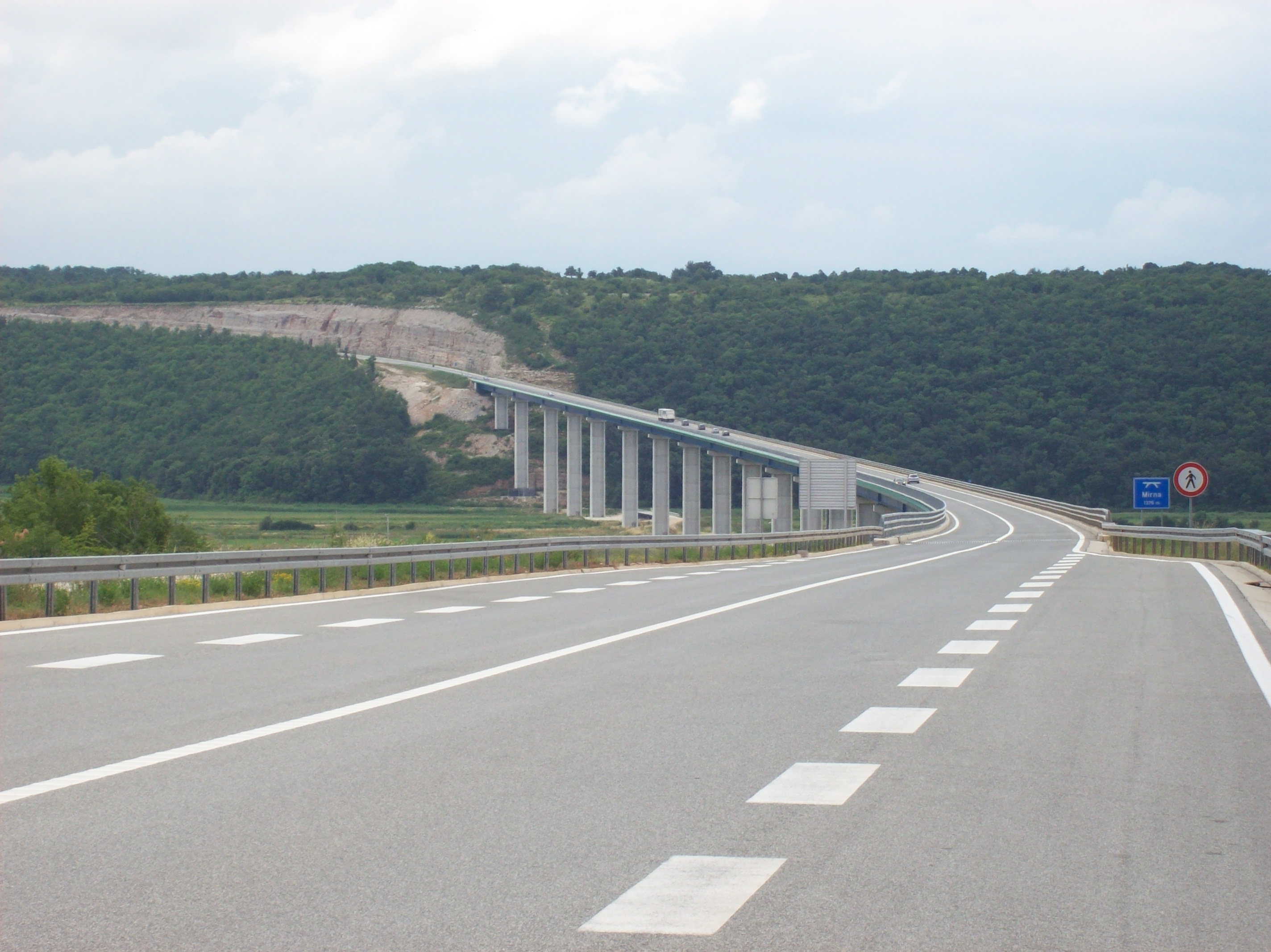
Мост над Мирной

На шоссе нет тоннелей, двумя крупнейшими инженерными конструкциями являются мост над Мирной (1354 м) и виадук Лимска-Драга над одноимённой долиной (522 м).

## История
Строительство шоссе было начато в 1988 году, к 1992 году было завершено строительство двух участков Медаки — Канфанар (7,4 км, включая видук Лимска-Драга) и Буйе — Нова-Вас (6,2 км). Дальнейшие работы шли уже после окончания войны, в независимой Хорватии. В 1999 году открыто движение между Канфанаром и Водняном, участок между съездом на Умаг и Медаки полностью вошёл в строй в 2005 году. Заключительный фрагмент трассы между Водняном и Пулой был построен к концу 2006 года. В конце первого десятилетия XXI века стартовали работы по перестройке двухполосного шоссе в четырёхполосную автомагистраль. Участок магистрали Пула-Канфанар был открыт в июле 2010 года.
14 июня 2011 года было открыто четырёхполосное движение на участке Умаг — Канфанар. Длина участка — 50 км, он был открыт на 8 месяцев раньше плана.

## Строительство и планы

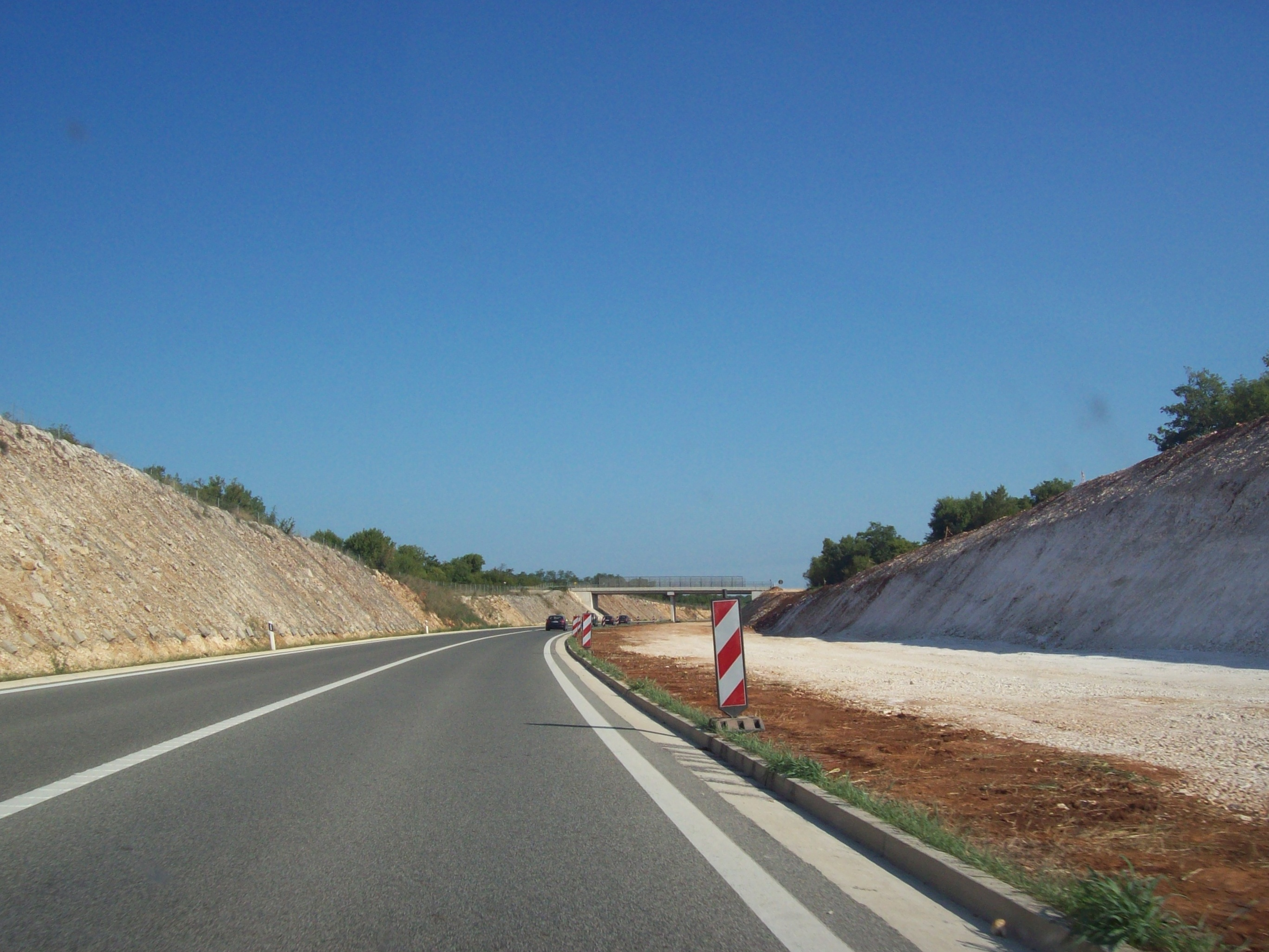
Работы по расширению дороги

В настоящее время на севере шоссе заканчивается в трёх километрах от границы со Словенией, его продолжают шоссе D200 и D510 к двум пограничным переходам, а также шоссе Ž5002 в сторону побережья и Умага. Существуют планы продлить магистраль непосредственно до границы, сроки окончания работ неизвестны. После продления до границы длина магистрали составит около 81 км.

## Трафик
Трафик на магистрали сильно колеблется в зависимости от времени года. Наплыв туристов в Хорватию в туристический сезон с мая по октябрь приводит к существенному увеличению числа машин на трассах. На мосту над Мирной дневной трафик в среднем за год составляет 4 659 автомобилей, дневной трафик летом — 10 821.

## Важные развязки
| Км   | Развязка             | Пересечение с магистралями | Съезд на                            |
| 0    | граница со Словенией |                            | в процессе строительства            |
| 3,1  | Северная оконечность | D200, D510                 | Пограничные переходы                |
| 4,6  | Умаг                 | Ž5002                      | Умаг                                |
| 10,6 | Буйе                 | D300                       | Буйе, Умаг                          |
| 16,3 | Нова-Вас             | D301                       | Новиград, Нова-Вас                  |
| 30,9 | Вишнян               |                            | Вишнян                              |
| 38,1 | Бадерна              | D302                       | Пореч, Бадерна                      |
| 46,4 | Медаки               | D21                        | Врсар, Фунтана                      |
| 53,6 | Канфанар             | A8, D303                   | Канфанар, Риека (A8), Ровинь (D303) |
| 69,0 | Воднян-север         | D21                        | Воднян                              |
| 74,0 | Воднян-юг            | D21                        | Воднян, Фажана                      |
| 74,0 | Воднян-юг            | D21                        | Воднян, Фажана                      |
| 81,4 | Пула                 | D66                        | Пула, аэропорт Пулы                 |